# Bidadari

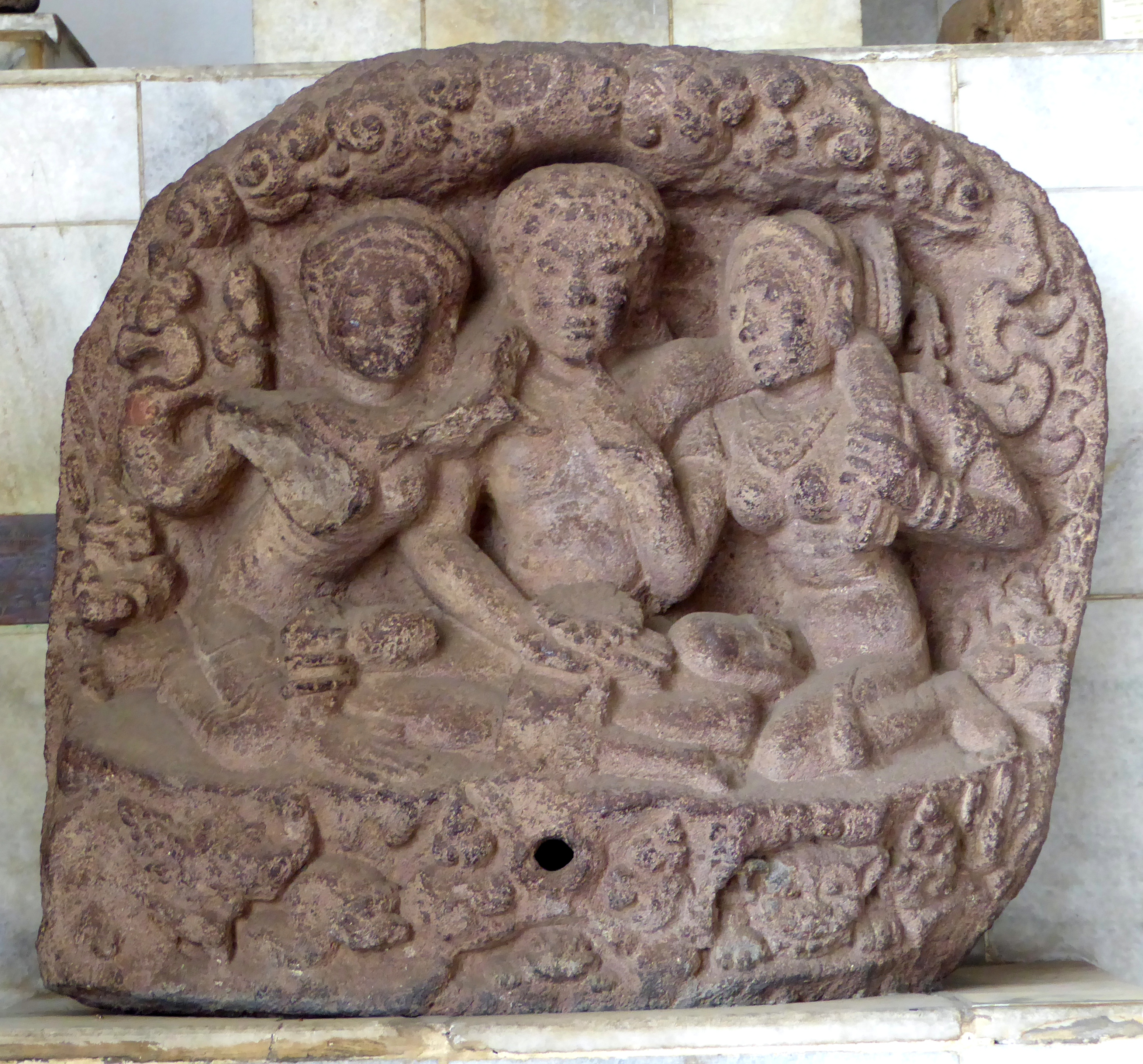
Arjunas Verführung durch die Bidadaris, Wasserspeier von Kediri im Nationalmuseum Jakarta

Bidadari (von Sanskrit vidyādharī, der weiblichen Namensform von Vidyadhara) ist ein malaiisch-indonesischer Begriff, der für weibliche Geistwesen von großer Schönheit verwendet wird. Nach der hinduistischen epischen Tradition leben die Bidadaris in den Wolken bei dem Gott Indra, der über den Svarga-Himmel herrscht. Die Bidadaris sind das malaiisch-indonesische Gegenstück zu den Apsaras und werden auch manchmal mit ihnen identifiziert.

## Bidadaris in der javanischen Literatur und Reliefkunst
Mit den Bidadaris ist vor allem die Vorstellung verbunden, dass sie manchmal auf die Erde hinabsteigen, um die Menschen zu prüfen. Grundlage dafür ist das altjavanische Epos Arjunawiwaha („Arjunas Vermählung“), das Mpu Kanwa zwischen 1028 und 1035 für den ostjavanischen Herrscher Airlangga verfasste. Darin wird erzählt, wie Indra sieben Bidadaris zu Arjuna schickt, um zu prüfen, wie weit dieser mit seiner Meditation fortgeschritten ist. Die Bidadaris haben die Aufgabe, Arjuna zu verführen. Sie versuchen dies auf allerlei erdenkliche Art und Weise, indem sie all ihre Reize einsetzen. Arjuna widersteht aber ihren Versuchungen, so dass die Bidadaris, die sich inzwischen in Arjuna verliebt haben, unverrichteter Dinge wieder in den Götterhimmel (kahyangan) zurückkehren. Am Ende der Geschichte wird Arjuna aber die Vermählung mit allen sieben Bidadaris gewährt, woher auch der Name der Geschichte rührt. Die Beschreibungen der Szenen, in denen die Bidadaris vorkommen, nehmen im Arjunawiwaha viel Raum ein. Arjuna verkörpert in der Geschichte das Ideal eines Kshatriya, der allen äußeren Verführungen widersteht, bzw. eines Yogi, der seine Leidenschaften beherrscht. Durch sein Nicht-Reagieren auf die Verführungskünste der Bidadaris zeigt er, dass er bereits die Vollkommenheit erreicht hat. Die  misslungene Versuchung wird zum Beweis für Arjunas fortgeschrittenen Zustand der Askese.
Arjunas Askese und seine Verführung durch die Bidadaris sind in Ostjava Gegenstand mehrerer Reliefdarstellungen, darunter eine in der Höhle Goa Selamengleng am Hang eines Berges acht Kilometer südlich von Tulungagung und eine im Candi Surawana 20 Kilometer der Stadt Kediri. Erstere wird auf die Zeit zwischen der Mitte des 11. und dem Anfang des 12. Jahrhunderts datiert, letztere auf das Ende des 14. Jahrhunderts. Bekannt ist auch der Reliefstein aus einem Dorf bei Kediri, der im Nationalmuseum Jakarta aufbewahrt und ins 14. Jahrhundert datiert wird. Die Verführungsszene ist hier in der Weise dargestellt, dass Arjuna im Lotussitz von zwei Bidadaris eingerahmt ist, die sich nahe an ihn herandrängen. Die eine hat Arjunas Arm um ihren Nacken gelegt und fasst mit ihrer rechten Hand unter sein Kinn.
Darüber hinaus kommen Bidadaris auch im javanischen Wayang-Spiel vor. Insgesamt gibt in der Wayangwelt 100.00 Bidadaris. Ihnen steht die Dewi Wilotama vor. Die Bidadaris leben im Götterhimmel Suralaya, werden aber manchmal für besondere Aufgaben auf der Erde eingesetzt.

## Bidadaris in der malaiischen Literatur
Bidadari-Figuren treten auch häufig in der traditionellen malaiischen Literatur auf. Sie werden als freundliche Feen oder als beschützende Geister bei der Vereinigung der Liebenden dargestellt. In malaiischen Übersetzungen aus dem Persischen oder dem Urdu wird manchmal der Begriff Pari mit Bidadari übersetzt. Auch die im Koran erwähnten Huris werden bisweilen mit den Bidadaris identifiziert. Metaphorisch wird der Begriff Bidadari auch allgemein für jede schöne Frau verwendet, womit dann suggeriert wird, dass sie gerade erst vom Himmel (kayangan) herabgestiegen ist.
Eine wichtige Rolle spielen Bidadaris auch in der Hikayat Faridah Hanom von Sayyid Shaykh al-Hadi, in der die Protagonistin immer wieder mit einer Bidadari verglichen wird. So wird zum Beispiel gesagt, dass Faridah Hanom, wenn sie im Bett schläft, so aussieht wie „eine Bidadari, die gerade erst vom Himmel herabgestiegen ist und sich unter die Menschen gemischt hat“ (bidadari yang baharu menjelma daripada syurga menyamar kemari). Auch wird direkt auf die Geschichte von Arjuna und den Bidadaris Bezug genommen: Als Faridah zum ersten Mal des Nachts mit ihrem Geliebten zusammentrifft, eilt sie herbei „wie die himmlische Bidadari, als sie den Helden Arjuna im Garten der Freude besuchte“ (seumpama bidadari kayangan tatkala berjalan mendapatkan sang Ranjuna di taman penglipur lara.). Ansonsten tritt Shafik Efendi, wenn er in den Bidadari-Vergleich einbezogen wird, meist in die Rolle von Indra. So wird bei der Beschreibung der Ausflüge des Liebespaars in die Gärten von Kairo gesagt, dass sie gleichermaßen schön und elegant gewesen seien und ihr Verhalten demjenigen des göttlichen Indra und der Bidadari geglichen habe.

## Belege
1. ↑  Vgl. auch Renward Brandstetter: Charakterisirung der Epik der Malaien. Originaluntersuchung. Räber, Luzern 1891. S. 42 Digitalisat.
2. ↑  Kieven: Arjunas Askese. 1994, S. 23.
3. ↑  Kieven: Arjunas Askese. 1994, S. 24.
4. ↑  Kieven: Arjunas Askese. 1994, S. 26.
5. ↑  Kieven: Arjunas Askese. 1994, S. 32.
6. ↑  Kieven: Arjunas Askese. 1994, S. 36.
7. ↑  Kieven: Arjunas Askese. 1994, S. 9, 65–98.
8. ↑  Kieven: Arjunas Askese. 1994, S. 36.
9. ↑  Christiane Franke-Benn: Die Wayangwelt – Namen und Gestalten im javanischen Schattenspiel: Lexikalisches und genealogisches Nachschlagewerk. Harrassowitz, Wiesbaden 1984.
10. ↑  Yousof: One hundred and one things Malay. 2016, S. 25.
11. ↑  Sayyid Sheykh al-Hadi: Shafik Afandi dengan Faridah Hanom. Penang 1926. S. 2, 4, 13.
12. ↑  Sayyid Sheykh al-Hadi: Shafik Afandi dengan Faridah Hanom. Penang 1926. S. 13.
13. ↑  Sayyid Sheykh al-Hadi: Shafik Afandi dengan Faridah Hanom. 1926, S. 4.
14. ↑  Al-Hadi: Shafik Afandi dengan Faridah Hanom. Penang 1926. S. 56.